# Henry Thacker Burleigh

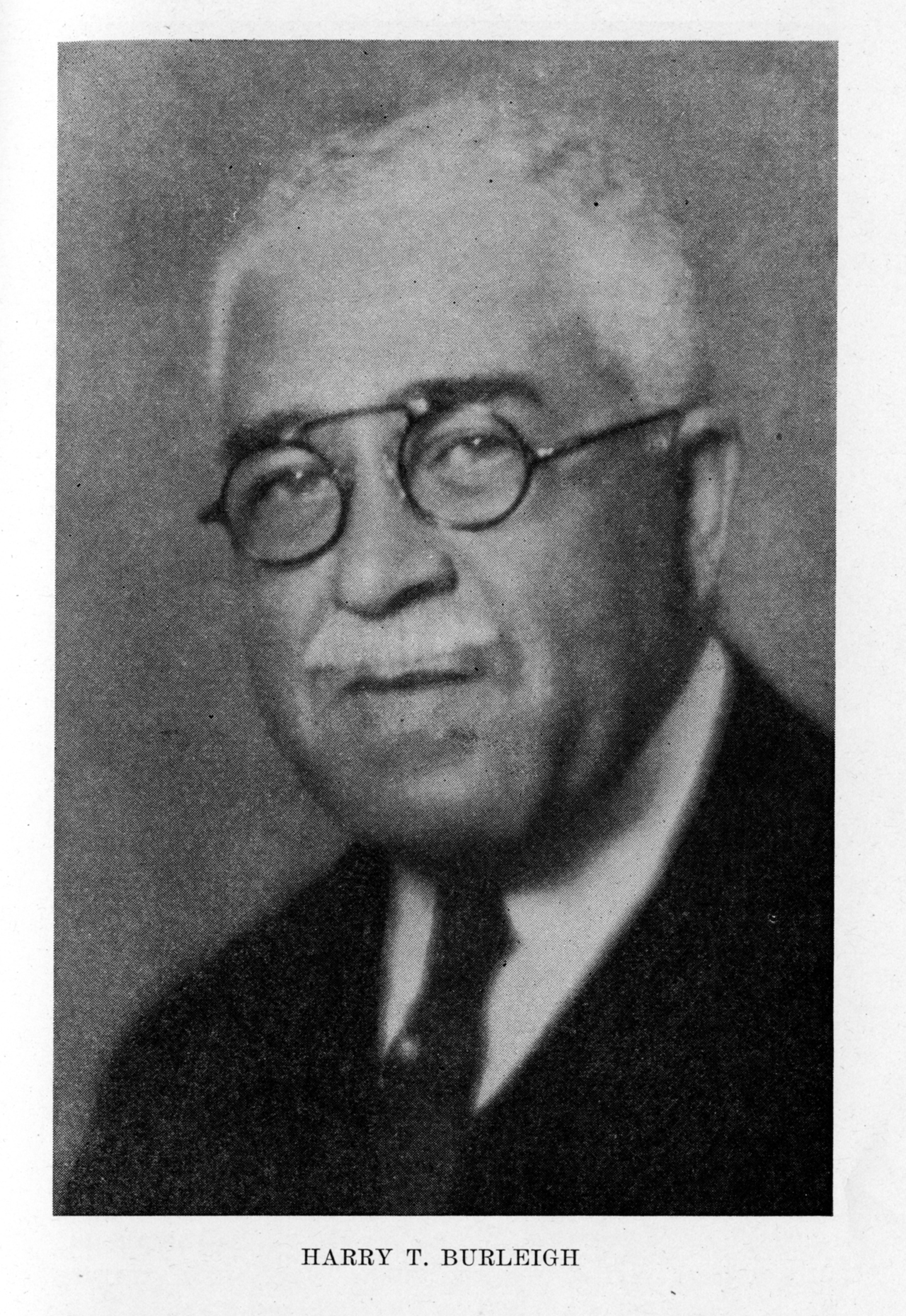
Henry Thacker Burleigh, 1936

Henry „Harry“ Thacker Burleigh (* 2. Dezember 1866 in Erie/Pennsylvania; † 12. September 1949 in Stamford, Connecticut) war ein US-amerikanischer klassischer Sänger (Bariton), Arrangeur, Komponist und Herausgeber und gilt als der „Vater des Spirituals“. Er war der erste schwarze Komponist, der durch die Art seiner Arrangements die Musik der Schwarzen auch klassisch ausgebildeten Musikern zugänglich machte.

## Leben
Burleigh besuchte die Grammar High School seiner Heimatstadt und sang daneben in Kirchen und Synagogen der Region Erie. Er nahm Gesangsunterricht bei Italo Campanini und Rafael Joseffy und wurde im zweiten Versuch am von Antonín Dvořák geleiteten National Conservatory of Music aufgenommen. Er studierte hier Gesang bei Christian Fritsch und Musiktheorie bei Rubin Goldmark, John White und Max Spicker. Bei Dvořák hatte er keinen Unterricht, er arbeitete aber ab 1893 als Kopist und Assistent für ihn. Außerdem spielte er Kontrabass und Pauke im von Dvořák und Frank Van der Stucken geleiteten Orchester des Konservatoriums.
1894 wurde er Solosänger an der New Yorker St. George’s Protestant Episcopal Church – diese Stelle hatte er 52 Jahre lang inne. Von 1900 bis 1925 war er außerdem Solist am Temple Emanu El. Er unternahm Konzertreisen durch Amerika und Europa und trat u. a. vor König Edward VII. auf. Außerdem gab er Gesangsunterricht an der New Yorker Will Marion Cook’s School of Music, wo Enrico Caruso, Roland Hayes, Marian Anderson und Paul Robeson Unterricht bei ihm nahmen.
Ab 1911 war Burleigh Lektor in der New Yorker Niederlassung des Musikverlages Ricordi. Hier erschienen seine Bearbeitungen amerikanischer Lieder und Spirituals – darunter das berühmte Deep River –, die von Sängern wie Lucrezia Bori, John McCormack und Ernestine Schumann-Heink gesungen wurden. Neben Spirituals und Liedern komponierte Burleigh auch Instrumentalwerke hauptsächlich für den hausmusikalischen Gebrauch.

## Werkausgaben
- Negro minstrel melodies, New York: G. Schirmer, 1900
- Plantation melodies, old and new, New York: G. Schirmer, 1901
- 6 Plantation melodies, 1901
- Plantation songs, New York: William Maxwell, 1905
- AfroAmerican folk song,   New York 1914
- 2 Negro spirituals, New York: G. Schirmer, 1914
- 3 Negro spirituals, fNew York: G. Schirmer, 1916, 3 Bände
- Album of Negro spirituals, 1917, 1969
- Negro folk songs,  New York: G. Ricordi, 1921–1924.  4 Bände
- Old songs hymnal: words and melodie from the state of Georgia, New Yor: Century Co., 1929
- Negro folk songs, London: Schott, 1930
- Negro spirituals,  New York: AMS Press, 1959, 1975
- The spirituals of Harry T. Burleigh, New York: Belwin-Mills, 1984